# Бровар (футбольний клуб)
Бровар — український футбольний клуб з міста Микулинців Теребовлянського району Тернопільської області.

## Досягнення
- Чемпіон Тернопільської області: 2005, 2006[1][2]
- Бронзовий призер чемпіонату Тернопільщини: 2001
- Володар кубка Тернопільщини: 2002—2008